# حمض الغلوكونيك
حمض الغلوكونيك هو حمض عضوي صيغته الكيميائية C6H12O7، والتي يمكن كتابتها على الشكل المفصل HOCH2(CHOH)4CO2H ويوجد على هيئة صلب عديم اللون. تعرف أملاح هذا الحمض باسم غلوكونات.

## الوفرة الطبيعية
يوجد حمض الغلوكونيك طبيعياً في الفاكهة والعسل، ويستخدم على هيئة مضاف غذائي ذي رقم الإي E574

## التحضير
ينتج حمض الغلوكونيك من الأكسدة الهوائية للغلوكوز بوجود إنزيم أكسيداز الغلوكوز. يعطي هذا التفاعل بالأول مركب غلوكونولاكتون وبيروكسيد الهيدروجين؛ ثم يتحول الغلوكونولاكتون عن طريق تفاعل تحلل مائي (حلمهة) إلى حمض الغلوكونيك والماء:
توجد أنواع أخرى من أكسدة الغلوكوز، إما بالتخمر؛ أو بالتحفيز باستخدام الفلزات النبيلة.